# Język jewanik
Jewanik lub język żydowsko-grecki, język romaniocki – wymarły język z grupy języków helleńskich, używany przez Żydów greckich (zwanych Romaniotami) od okresu hellenistycznego do końca XX wieku.
Nazwa jewanik pochodzi od biblijnego słowa Yāwān, które na Bliskim Wschodzie oznaczało Greków i kraje przez nich zamieszkane (por. Jonowie).
Jewanik powstał z języka greckiego – hellenistycznego koine (Ελληνική Κοινή) i zawierał zapożyczenia z języka hebrajskiego. Był rozumiany przez użytkowników języka greckiego i z tego względu jest często uznawany za dialekt tego języka. Jewanik był zapisywany zmodyfikowanym alfabetem hebrajskim. Romanioci stosowali ten alfabet również do zapisywania języka greckiego.
W późnym średniowieczu jewanik stopniowo zanikał na skutek przyjmowania przez Romaniotów języka greckiego i w mniejszym stopniu bułgarskiego i tureckiego. Po 1492 r. do Grecji przybyli licznie Sefardyjczycy, wygnani z Hiszpanii i wkrótce ich język ladino zdominował jewanik. Tym niemniej jewanik przetrwał jako język mniejszościowy aż do lat 40 XX w., kiedy szoa i późniejsza emigracja m.in. do Izraela spowodowały ostateczny zanik języka. W 1987 r. było na świecie tylko około 50 osób ze znajomością języka jewanik, głównie ludzi starszych. Obecnie jest to język wymarły.